# Underclassman
Under
Underclassman är en amerikansk actionkomedi från 2005.

## Handling
Los Angeles yngsta polis är på väg att få sitt största uppdrag! På grund av sitt pojkaktiga utseende har Tracy "Tre" Stokes aldrig fått den respekt han förtjänar. Nu får han chansen att jobba under täckmantel i en snobbig privatskola. En elev har mördats och nu måste Tre utge sig för att vara en av eleverna. Ju djupare han gräver i mysteriet desto farligare blir situationen. Nu måste den gatusmarta nykomlingen bevisa vad han kan och trotsa både kulturkrockar och livsfaror.

## Rollista
| Nick Cannon      | – Tracy "Tre" Stokes     |
| Adrian Young     | – Jose                   |
| Art Bonilla      | – Cuervo                 |
| Bart McCarthy    | – Earl the Bum           |
| Kelly Hu         | – Lisa Brooks            |
| Ian Gomez        | – Detective Gallecki     |
| Cheech Marin     | – Captain Victor Delgado |
| Ryan Beil        | – Warren Williams        |
| Peter Bryant     | – Michael Barry          |
| Angelo Spizzirri | – David Boscoe           |
| Sam Easton       | – Oliver Horn            |
| Shawn Ashmore    | – Rob Donovan            |
| Mary Pat Gleason | – Ms. Hagerty            |
| Kaylee DeFer     | – Des                    |
| MyCale Guyton    | – April                  |